# 우크라이나 외무부
우크라이나 외무부(우크라이나어: Міністерство закордонних справ)는 우크라이나의 대외 관계를 감독하는 우크라이나 정부의 부처이다.

## 역사
우크라이나 총국으로 설치되어 연방주의자 세르히 예프레모프가 수장을 맡았다.그러다 소련의 개입으로 1917년 12월 22일에 총국이 부처로 개편되었으며, 비슷한 시기에 우크라이나 정부가 반혁명적임을 선언하는 또 다른 정부(소련)가 구성되었다. 우크라이나 소비에트 정부도 1918년 3월 1일 외무부를 개편하게 된다. 1923년 소련 정부에 의해 이 사무소는 폐지되었다가 20년 후인 1944년에 부활하였다. 최초의 소련 외무장관들은 1919년 불가리아 태생의 크리스티안 라코브스키가 임명되기 전까지는 큰 주목을 받지 못했다. 우크라이나 외무부는 1991년 우크라이나의 독립 이후에도 오늘날까지 계속 운영되고 있다.

## 개관

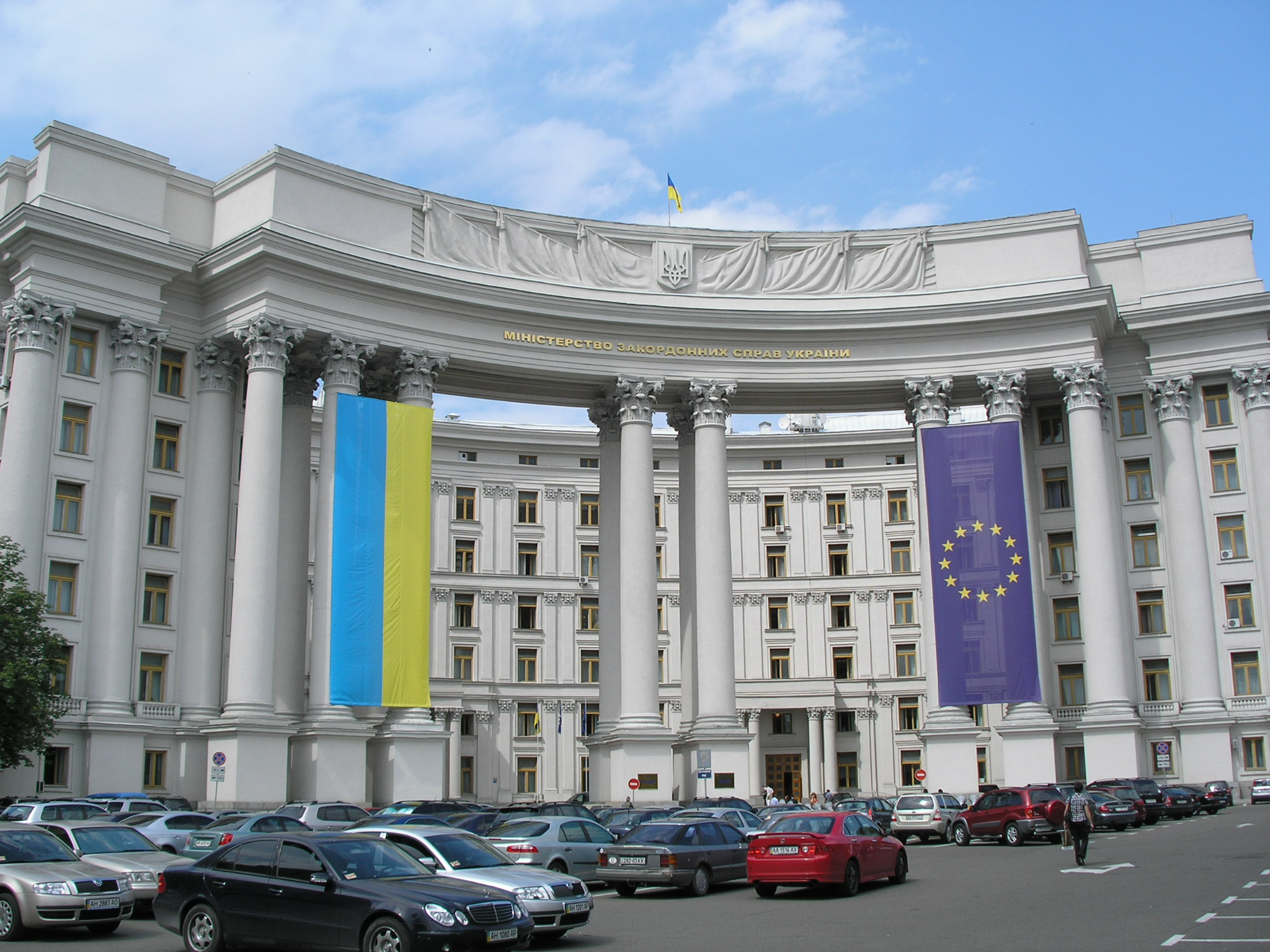
키이우 소재 외무부 청사

우크라이나 외무부는 최근에 재건된 성 미카엘 황금 돔 수도원과 근거리에 위치하며, 이곳은 우크라이나 키이우의 유서 깊은 상류 지역이기도 하다. 외무부 건물은 그 수도원과 볼로디미르스카 공원 옆의 이름을 딴 미카일리브스카 광장에도 근접해있다.
외무부장관 지명은 우크라이나 총리가 하는 대부분의 행정각료 지명과는 달리 우크라이나 대통령이 한다. 우크라이나 정치제도 상 모든 장관 지명은 우크라이나 의회의 승인을 받아야 한다.

### 주유네스코 우크라이나 대표부
우크라이나는 1954년 5월 12일에 유네스코에 가입하였으며, 1962년에 유네스코 대표부를 설치하였다. 현재 주프랑스 우크라이나 대사는 유네스코 대표를 겸임하고 있으며, 총 14개의 교육 분야를 유네스코와 협력중에 있다.

## 같이 보기
- 우크라이나의 대외 관계
- 우크라이나의 재외공관 목록
- 우크라이나 주재 외국공관 목록